# 八王子市立片倉台小学校
八王子市立片倉台小学校（はちおうじしりつ かたくらだいしょうがっこう）は、東京都八王子市片倉町にある公立小学校。

## 学級規模
生徒数は1学年51名、2学年41名、3学年34名、4学年42名、5学年46名、6学年58名　合計272名である（2023年|令和5年1月1日現在）。

## 小中一貫教育
本校では、主に由井中学校、由井第二小学校、由井第三小学校と9年間を見通した小中一貫教育を行っている。中山中学校とは、1年に1回の交流を通して小中一貫教育を行っている。

## 沿革
- 1976年（昭和51年）4月 - 新設校「片倉台小学校」として開校
- 1991年（平成3年）11月 - 八王子市教育委員会並びに東京都学校給食会優良校受賞
- 1999年（平成11年）8月 - 校舎耐震工事完了
- 2004年（平成16年）11月 - 東京都健康・安全推進校受賞
- 2010年（平成22年）5月 - 特別支援学級「なかよし学級」開級
- 2013年（平成25年）4月 - 「なかよし学級」4学級
- 2014年（平成26年）3月 - 体育館耐震工事終了

## 教育目標
人間尊重の精神に基づき、知・徳・体の調和のとれた人間性豊な子どもの育成を図るとともに、自主性・創造性に富み、社会連帯意識と国際的視野をもった子どもの育成を目指す。
- 心も体も健康な子
  - たくましく生きる力とやりぬく力をもった子どもの育成
- すすんで助け合う子
  - 人も自分も大切にする子どもの育成
  - 思いやりの心をもち、共に生きる力をそなえた子どもの育成
- よく考えて実行する子（2022年度重点目標）
  - 自ら考え、正しく判断し、主体的に行動する子どもの育成

## 通学区域
通学区域一覧・通学区域図（学校別） - 八王子市教育委員会

## 進学先中学校
- 八王子市立中山中学校
- 八王子市立由井中学校

## 交通アクセス
- 片倉駅より徒歩16分
- 北野駅北口から、「西武北野台」行きに乗り「片倉台小学校」下車徒歩1分
- 八王子みなみ野駅から、「北野駅」「片倉台」行きに乗車、「片倉台小学校」停留所下車徒歩1分